# Obretenik
Obretenik (Bulgaars: Обретеник) is een dorp in het noorden van Bulgarije. Het dorp maakt onderdeel uit van de gemeente Borovo in de oblast Roese en ligt 224 kilometer ten noordoosten van Sofia. Op 31 december 2019 telde het dorp 1.241 inwoners.

## Bevolking
In 2019 telde het dorp 1241 inwoners, een daling vergeleken met het maximum van 2497 personen in 1946.
|  |

Het dorp heeft een gemengde bevolkingssamenstelling. In februari 2011 was er geen bevolkingsgroep die de meerderheid van de bevolking vormde. De grootste etnische groep vormden de 505 Bulgaren (36%), op de voet gevolgd door de 476 Roma (34%) en 408 Bulgaarse Turken (29%).
| Etniciteit   | Aantal | %     |
| ------------ | ------ | ----- |
| Bulgaren     | 505    | 36%   |
| Turken       | 408    | 29,1% |
| Roma         | 476    | 34%   |
| Overig       | 12     | 0,9%  |
| Respondenten | 1401   |       |

Batin · Borovo · Brestovitsa · Ekzarch Josif · Gorno Ablanovo · Obretenik · Volovo